# European Film Award du meilleur film
Le Prix du cinéma européen du meilleur film (European Film Award for Best Film) est une récompense cinématographique décernée depuis 1988 par l'Académie européenne du cinéma lors de la cérémonie annuelle des Prix du cinéma européen.

## Palmarès

### Années 1980 - 1990
- 1988 : Tu ne tueras point (Krótki film o zabijaniu)  Pologne
- 1989 : Paysage dans le brouillard (Τοπίο στην Ομίχλη)  Grèce
- 1990 : Portes ouvertes  Italie
- 1991 : Riff-Raff  Royaume-Uni
- 1992 : Les Enfants volés (Il ladro di bambini)  Italie
- 1993 : Urga (Урга)  Russie
- 1994 : Lamerica  Italie
  - Trois Couleurs : Bleu  France,  Pologne,  Suisse
  - Trois Couleurs : Blanc  France,  Pologne,  Suisse
  - Trois Couleurs : Rouge  France,  Pologne,  Suisse
- 1995 : Land and Freedom  Royaume-Uni
- 1996 : Breaking the Waves  Danemark
- 1997 : The Full Monty  Royaume-Uni
- 1998 : La vie est belle (La vita è bella)  Italie
- 1999 : Tout sur ma mère (Todo sobre mi madre)  Espagne

### Années 2000
- 2000 : Dancer in the Dark  Danemark
- 2001 : Le Fabuleux Destin d'Amélie Poulain  France  Allemagne
- 2002 : Parle avec elle (Hable con ella)  Espagne
  - Huit Femmes de François Ozon  France
- 2003 : Good Bye, Lenin!  Allemagne
- 2004 : Head-On (Gegen die Wand)  Allemagne  Turquie
  - Les Choristes  France  Suisse  Allemagne
- 2005 : Caché  France  Autriche
- 2006 : La Vie des autres (Das Leben der Anderen)  Allemagne
  - Joyeux Noël  France  Allemagne  Royaume-Uni  Belgique  Roumanie
  - La Marche de l'empereur  France
- 2007 : Quatre mois, trois semaines, deux jours (Patru luni, trei săptămâni şi două zile)  Roumanie
- 2008 : Gomorra  Italie
  - Entre les murs  France
- 2009 : Le Ruban blanc (Das weiẞe Band)  Autriche  Allemagne
  - Un prophète  France  Italie

### Années 2010
- 2010 : The Ghost Writer  France  Allemagne  Royaume-Uni
  - Miel (Bal)  Turquie  Allemagne
  - Des hommes et des dieux  France
  - Lebanon  Israël  Allemagne  France
  - Dans ses yeux (El secreto de sus ojos)  Espagne  Argentine
  - Soul Kitchen  Allemagne

- 2011 : Melancholia  Danemark  Suède  France  Allemagne  Italie[1]
  - The Artist  France
  - Le Gamin au vélo  Belgique  France  Italie
  - Revenge (Hævnen)  Danemark  Suède
  - Le Discours d'un roi (The King's Speech)  Royaume-Uni
  - Le Havre  Finlande  France  Allemagne

- 2012 : Amour  France  Autriche[2]
  - Barbara  Allemagne
  - César doit mourir (Cesare deve morire)  Italie
  - Shame  Royaume-Uni
  - La Chasse (Jagten)  Danemark
  - Intouchables  France

- 2013 : La grande bellezza  Italie  France[3],[4]
  - Alabama Monroe (The Broken Circle Breakdown)  Belgique
  - The Best Offer (La migliore offerta)  Italie
  - Blancanieves  Espagne  France
  - Oh Boy  Allemagne
  - La Vie d'Adèle  France  Espagne  Belgique

- 2014[5] : Ida  Pologne
  - Force majeure (Turist)  Suède  France  Norvège  Danemark
  - Léviathan (Левиафан, Leviafan)  Russie
  - Nymphomaniac  Danemark  Allemagne  France  Belgique
  - Winter Sleep (Kiş Uykusu)  Turquie  France  Allemagne

- 2015[6] : Youth  Italie  France  Royaume-Uni  Suisse
  - Mustang  Allemagne  France  Turquie
  - Un pigeon perché sur une branche philosophait sur l'existence (En duva satt på en gren och funderade på tillvaron)  Suède
  - Béliers (Hrútar)  Islande
  - The Lobster  Royaume-Uni  Grèce
  - Victoria  Allemagne

- 2016[7] : Toni Erdmann  Allemagne  Autriche
  - Elle  France  Allemagne
  - Moi, Daniel Blake (I, Daniel Blake)  Royaume-Uni  France
  - Julieta  Espagne
  - Room  Irlande  Canada

- 2017 : The Square  Suède  Allemagne  France  Danemark
  - 120 battements par minute  France
  - Faute d'amour (|Нелюбовь, Nelioubov)  Russie  Belgique  Allemagne  France
  - Corps et Âme (Testről és lélekről)  Hongrie
  - L'Autre Côté de l'espoir ('Toivon tuolla puolen)  Finlande  Allemagne

- 2018 : Cold War (Zimna wojna)  Pologne
  - Border (Gräns)  Suède
  - Dogman  Italie
  - Girl  Belgique /  Pays-Bas
  - Heureux comme Lazzaro (Lazzaro Felice)  Italie

- 2019 : La Favorite (The Favourite)  Royaume-Uni
  - Douleur et Gloire (Dolor y gloria)  Espagne
  - J'accuse  France
  - Le Traître (Il traditore)  Italie
  - Les Misérables  France
  - Benni (Systemsprenger)   Allemagne

### Années 2020
- 2020 : Drunk (Druk)  Danemark
  - Berlin Alexanderplatz  Allemagne
  - La Communion (Boże Ciało)  Pologne
  - Martin Eden  Italie
  - L'Oiseau bariolé (Nabarvené ptáče)  République tchèque  Slovaquie  Ukraine
  - Ondine (Undine)   Allemagne

- 2021 : La Voix d'Aïda (Quo Vadis, Aida ?)  Bosnie-Herzégovine
  - Compartiment n°6 (Hytti Nro 6)  Finlande
  - The Father  Royaume-Uni
  - La main de Dieu (È stata la mano di Dio)  Italie
  - Titane  France

- 2022 : Sans filtre (Triangle of sadness)  Suède  France  Allemagne  Royaume-Uni  États-Unis
  - Nos soleils (Alcárras)  Espagne  France
  - Close  Belgique  Pays-Bas  France
  - Corsage  Autriche  Luxembourg  Allemagne  France
  - Les Nuits de Mashhad (عنکبوت مقدس, Ankabut-e moqaddas)  Allemagne  Danemark  France  Suède

- 2023 : Anatomie d'une chute  France 
  - Les Feuilles mortes (Kuolleet lehdet)  Finlande  Allemagne
  - Green Border (Zielona granica)  Pologne  France  Belgique  République tchèque
  - Moi, capitaine (Io capitano)  Italie  Belgique  France
  - La Zone d'intérêt (The Zone of Interest)  États-Unis  Royaume-Uni  Pologne

- 2024 : Emilia Pérez  France 
  - La Chambre d'à côté
  - Les Graines du figuier sauvage
  - The Substance
  - Vermiglio ou La Mariée des montagnes